# Mercator-vetület

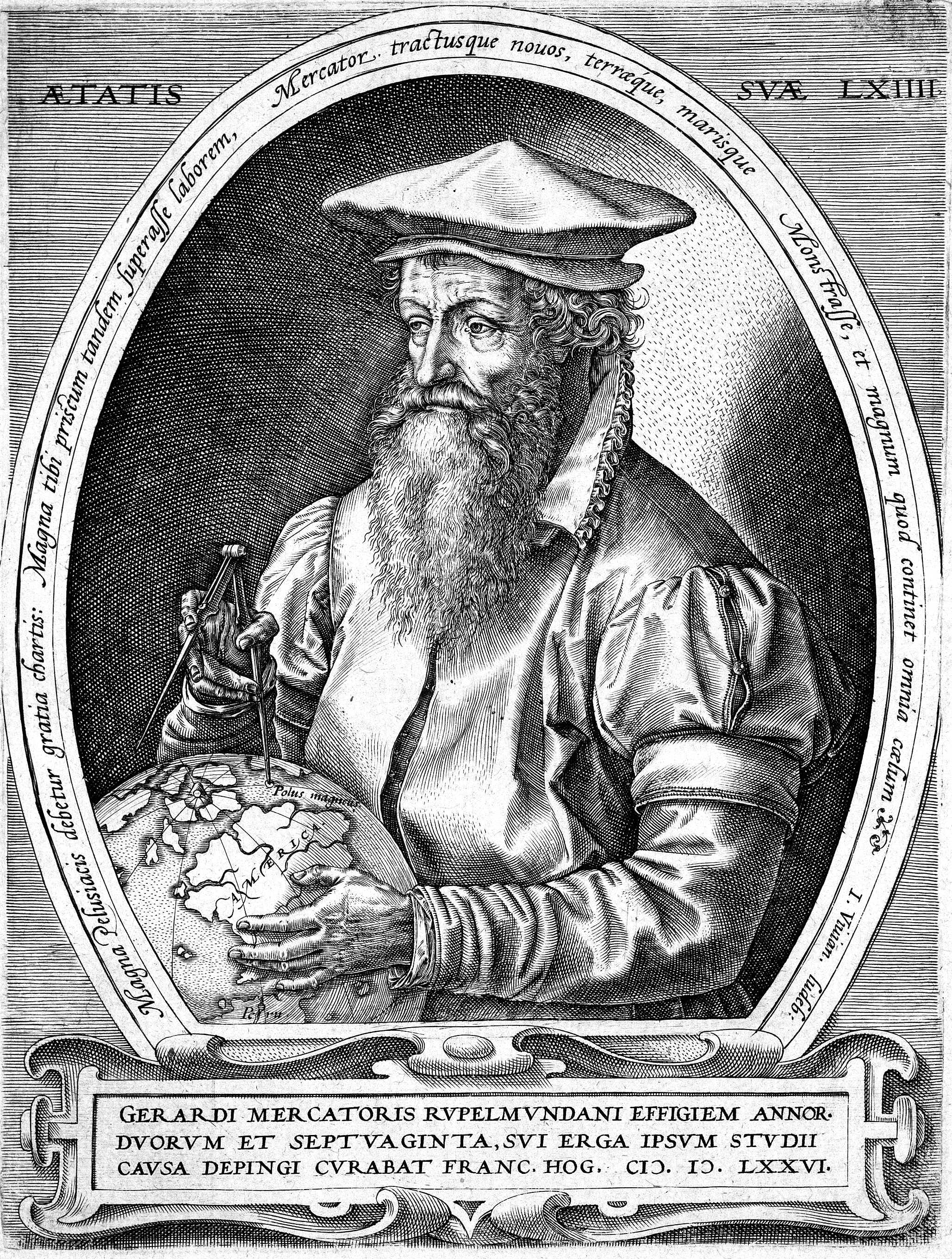
Gerardus Mercator

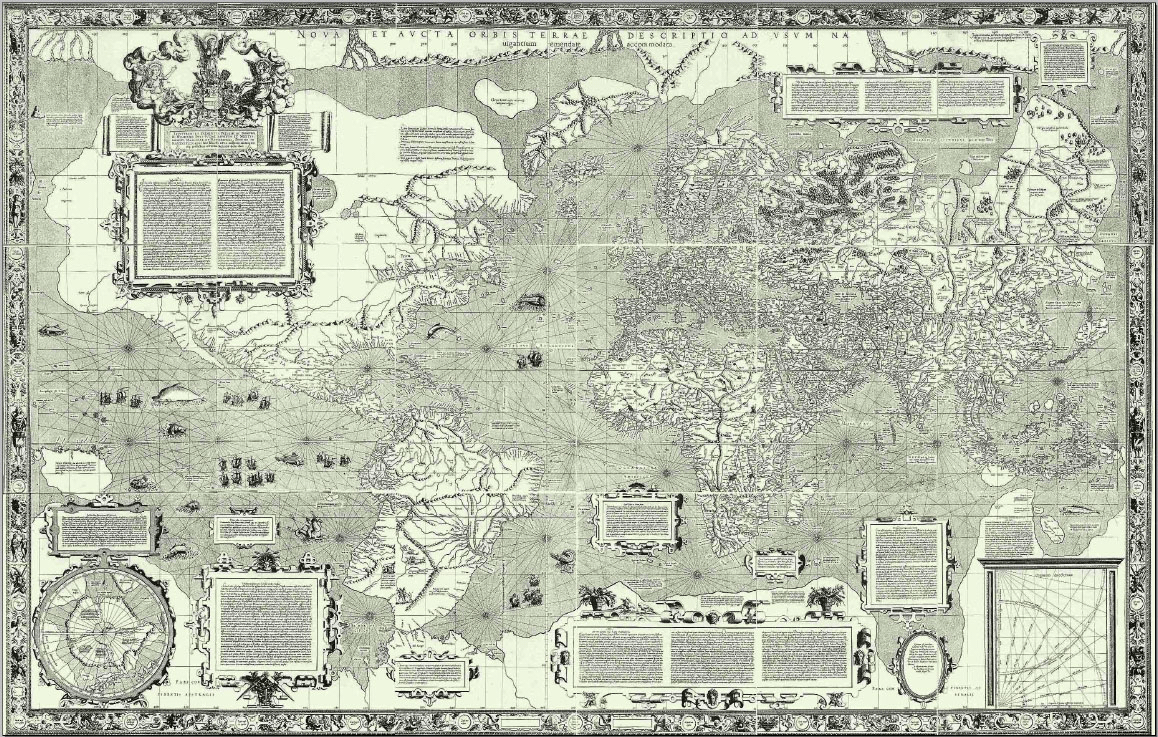
Mercator világtérképe (1569)

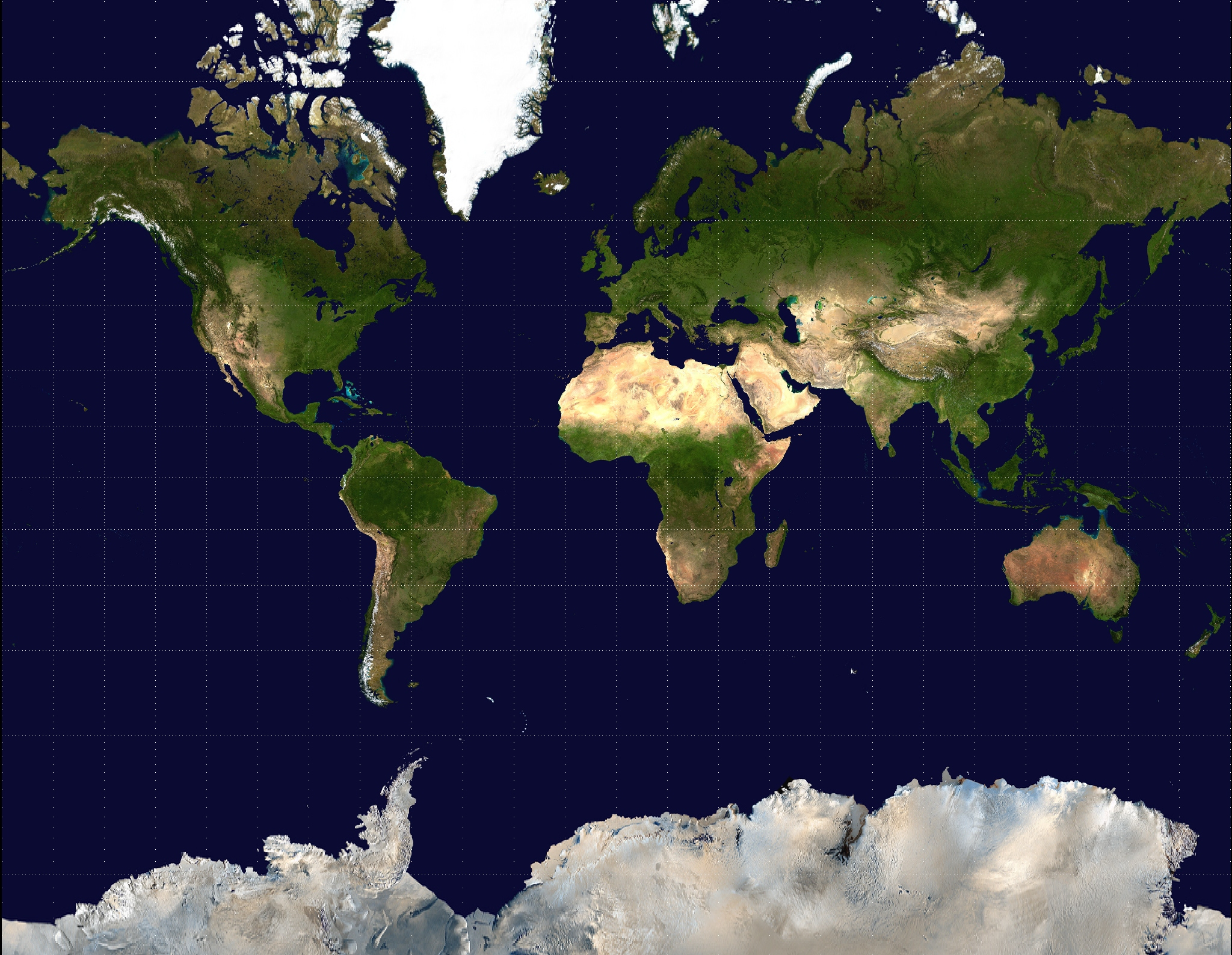
A Föld képe Mercator-vetületen

A Mercator-vetület egy hengeres térképészeti vetület. Elsőként névadója, Gerardus Mercator flamand földrajztudós alkalmazta 1569-ben. Korában hamar a hajózási célú térképkészítés elsődleges módszerévé vált, mivel az úgynevezett loxodromákat, melyek a földgömb felszínét körbefutó csigavonalak, egyenesekként jelenítette meg. A vetület hátránya a nagyarányú méret- és alaktorzítás, ami az egyenlítőtől távolodva a sarkok felé egyre nagyobb mértékű.

## Szakirodalom
- Maling, Derek Hylton (1992), Coordinate Systems and Map Projections (second ed.), Pergamon Press, ISBN 0-08-037033-3.
- Monmonier, Mark (2004), Rhumb Lines and Map Wars: A Social History of the Mercator Projection (Hardcover ed.), Chicago: The University of Chicago Press, ISBN 0-226-53431-6
- Olver, F. W.J.; Lozier, D.W. & Boisvert, R.F. et al., eds. (2010,), NIST Handbook of Mathematical Functions, Cambridge University Press, <http://dlmf.nist.gov>
- Osborne, Peter (2008)
- Rapp, Richard H (1991), Geometric Geodesy, Part I, http://hdl.handle.net/1811/24333
- Snyder, John P (1993), Flattening the Earth: Two Thousand Years of Map Projections, University of Chicago Press, ISBN 0-226-76747-7